# Военно-технический институт (Белград)

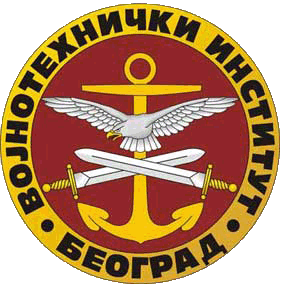

Военно-технический институт (серб. Војнотехнички институт, сокр. ВТИ) — сербское научно-производственное объединение, занимающееся разработкой и производством вооружения и военной техники для Вооружённых сил Сербии (ранее для Югославской Народной Армии), а также на экспорт за рубеж. 

## Институт
Институт основан в 1948 году как военно-технический институт сухопутных войск. После распада Югославии в 1992 году в состав ВТИ был включен авиационно-технический институт.
ВТИ входит в структуру Министерства обороны Сербии.
Институт сотрудничает с компанией Yugoimport SDPR, занимающейся продажей военной техники за рубеж.
Институт занимается разработкой и модернизацией широкого спектра вооружения и военной техники (ВВТ): стрелкового оружия, бронетехники, артиллерии, РСЗО, военной автотехники, ракет, авиационной техники, беспилотных и роботизированных боевых средств.
В 2018 году награждён орденом Белого орла с мечами II степени

## Разработки
- M-84 (танк)
- M-63 Plamen
- М-77 Огањ
- М-87 Оркан
- ВИУ-55 «Муња»
- Оса (гранатомёт)
- Золя (гранатомёт)
- Бумбар (ПТРК)
- Военные грузовики FAP